# Ernst Laue
Ernst Laue (* 13. Februar 1922 in Leopoldshall; † 23. März 2022) war ein deutscher Heimatforscher.
Ernst Laue erlernte bei der Firma Imperial, die in Staßfurt im Bereich des Radiobaus und der Rundfunktechnik tätig war, den Beruf eines technischen Zeichners und war eine Weile in der Firma tätig. Nach dem Zweiten Weltkrieg wechselte er in den örtlichen Kali-Bergbau und wurde 1952 Abteilungsleiter. Nach dem Aufstand vom 17. Juni 1953 floh er 1954 zunächst allein aus der DDR und nahm eine Tätigkeit als Techniker im Kohlebergbau in Unna auf. Seine Familie übersiedelte ein halbes Jahr später ebenfalls in die Bundesrepublik Deutschland. Berufsbegleitend absolvierte er eine Ingenieursstudium in Dortmund. 1966 zog die Familie nach Bremen um, wo er als Zeichnungsprüfer bei einem Rundfunkgerätehersteller arbeitete.
Nach der Wiedervereinigung leistete Laue als Heimatforscher einen großen Beitrag zur Geschichtsaufarbeitung der Stadt Staßfurt. Die Ergebnisse seiner Recherchen und Materialsammlungen schrieb er in über 300 Zeitungsartikeln und mehreren Büchern nieder. Seine umfangreiche Sammlung überließ Laue Ende 2003 dem Stadtarchiv Staßfurt.

## Schriften
- Staßfurt in alten Ansichten. Band 1, Europäische Bibliothek, Zaltbommel 1999, 2. A., ISBN 90-288-6561-6
- Staßfurt: Wiege des Kalibergbaues. Europäische Bibliothek, Zaltbommel 2000, ISBN 90-288-6614-0.
- Leopoldshall: wie es früher war. Vom Ort einer Saline zum Stadtteil Staßfurt. Wartberg, Gudensberg-Gleichen 2001, ISBN 3-86134-826-8.
- Staßfurt in alten Ansichten. Band 2, Europäische Bibliothek, Zaltbommel 2002, ISBN 90-288-6710-4